# Юридический триллер
Юриди́ческий три́ллер — литературный жанр, направление в детективной литературе, появившееся в США в 1980-е — 1990-е годы, а также поджанр триллера в кинематографе.

## Описание
Выделяется несколько этапов развития литературы США XX века, связанной с описанием расследования преступлений:
- «Крутой» (hard-boiled) детектив — 1920-е — 1940-е годы. Главный герой является частным сыщиком.
- Детектив «полицейской процедуры» (police procedural) — 1950-е годы. Главный герой — полицейский инспектор.
- Детектив «юридической процедуры» (legal procedure) или «юридический триллер» — 1980-е —1990-е годы. Главный герой — профессиональный юрист.

Формирование жанра юридического триллера связывается с произведениями Джона Гришэма, он же является одним из самых популярных авторов этого жанра. Его первый роман «Пора убивать» (1989), а также последующие книги «Фирма» (1991), «Дело о пеликанах» (1992), «Клиент» (1993), стали мировыми бестселлерами и были экранизированы.
Юридический триллер обладает такими признаками, общими для авантюрной литературы, как динамизм и напряжённое повествование. Особенностью жанра, с точки зрения содержания, является судебное преследование обвиняемого, что способствует формированию соответствующего «словаря действительности, общего для автора и читателей текста». Внимание автора юридического триллера, в первую очередь, концентрируется не на расследовании и обстоятельствах преступления, а на раскрытии «того, как действует юридическая система, как вершится правосудие».
В кинематографе юридический триллер является поджанром триллера. Его действие фокусируется на судебном деле, роли адвоката в сюжете, сборе улик против «плохих парней» или судебной системы и т. д. Примерами юридических триллеров являются фильмы «Дело о пеликанах», «Клиент», «Время убивать», «Несколько хороших парней», «Майкл Клейтон».